# Francisco Navarro Villoslada

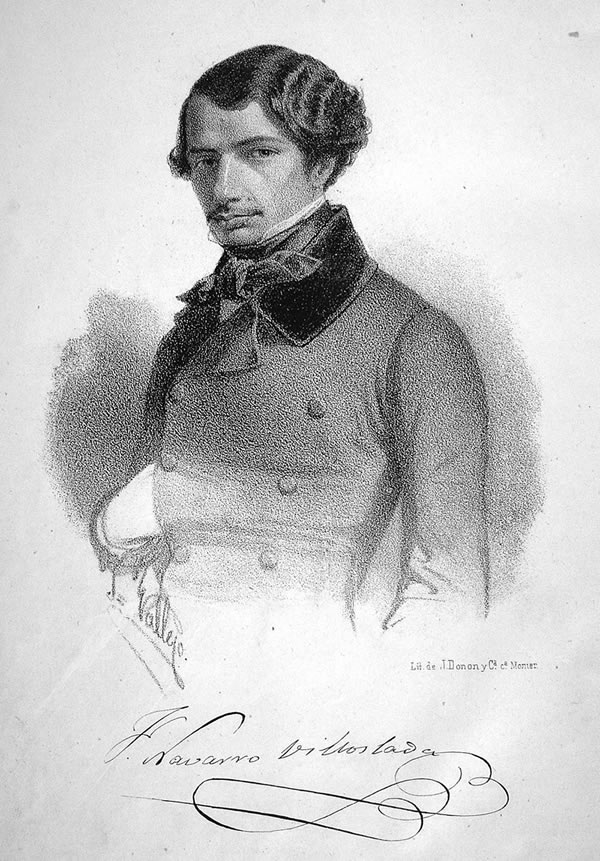
Francisco Navarro Villoslada.

Francisco Navarro Villoslada, född den 9 oktober 1818 i Viana, Navarra, död där den 29 augusti 1895, var en spansk romanförfattare och tidningsman.
Navarro var en av de främsta representanterna i Spanien för den historiska romanen i Walter Scotts stil. Hans första roman, Doña Blanca de Navarra, översattes till engelska, franska och italienska, trots att den inte kan anses som något fullfärdigt konstverk inom sin genre, vilket gäller även om den följande, Doña Urraca de Castilla. Men med Amaya ó los Vascos en el siglo VIII (många upplagor, den bästa i 3 band, 1894) överglänser Navarro alla samtida, som odlade den historiska romanen i Spanien. Inom pressen gjorde sig Navarro ett namn dels som redaktör av El semanario, El siglo pintoresco och El padre Cobo, dels som grundläggare av El pensamiento español. Navarro var utpräglat klerikal och åtnjöt stort anseende inom det ultramontana lägret genom Textos vivos och La inquisición en sus relaciones con la sociedad española.